# 大亮子河国家森林公园
大亮子河国家森林公园，是位于中国黑龙江省佳木斯市汤原县的一个国家森林公园，于1992年4月设立，占地面积为3.1万公顷，是国家4A级旅游景区。

## 历史
该公园是国内建园较早的国家级森林公园之一，建园初期为县级社会公益性森林公园，1992年经国家林业部批准为国家级森林公园，是国家生物多样性基因库采集地和保护地。2002年经国家旅游局批准为国家3A级旅游景区。2010年被评为“黑龙江省100个最值得去的地方”。2011年晋升为国家4A级旅游风景区。

## 概况
大亮子河国家森林公园地处黑龙江省东北部，小兴安岭余脉南麓，佳木斯市西北部，汤原县北部，距汤原县县城55公里。大亮子河森林公园总面积约为3.1万公顷，森林覆盖率为91.7%，地带性植被以针叶、针阔混交林为主，现有植物1600余种，野生动物400余种。森林公园以原始红松林为主体景观，原始红松林总面积约为7175公顷。森林公园分为“一环两翼六大景区”，其中六景区沿园内环形公路两侧错落分布，分别为以原始红松林为主的绿色生态休闲区、抗联密营遗址所处的抗联文化区，愿海寺所在的宗教观光区、中心服务接待区、漂流娱乐区和山地健身运动区。